# Championnat du monde masculin de cyclisme sur route des moins de 23 ans
Les championnats du monde masculin de cyclisme sur route des moins de 23 ans sont organisés tous les ans depuis 1996 et sont ouverts aux coureurs de la catégorie espoirs (moins de 23 ans).

## Palmarès
| Édition | Or                   | Argent                      | Bronze                          |
| ------- | -------------------- | --------------------------- | ------------------------------- |
| 1996    | Giuliano Figueras    | Roberto Sgambelluri         | Luca Sironi                     |
| 1997    | Kurt Asle Arvesen    | Óscar Freire                | Gerrit Glomser                  |
| 1998    | Ivan Basso           | Rinaldo Nocentini           | Danilo Di Luca                  |
| 1999    | Leonardo Giordani    | Luca Paolini                | Matthias Kessler                |
| 2000    | Evgueni Petrov       | Yaroslav Popovych           | Lorenzo Bernucci                |
| 2001    | Yaroslav Popovych    | Giampaolo Caruso            | Ruslan Gryschenko               |
| 2002    | Francesco Chicchi    | Francisco Gutiérrez Álvarez | David Loosli                    |
| 2003    | Sergueï Lagoutine    | Johan Vansummeren           | Thomas Dekker                   |
| 2004    | Kanstantsin Siutsou  | Thomas Dekker               | Mads Christensen                |
| 2005    | Dmytro Grabovskyy    | William Walker              | Evgeny Popov                    |
| 2006    | Gerald Ciolek        | Romain Feillu               | Alexander Khatuntsev            |
| 2007    | Peter Velits         | Wesley Sulzberger           | Jonathan Bellis                 |
| 2008    | Fabio Duarte         | Simone Ponzi                | John Degenkolb                  |
| 2009    | Romain Sicard        | Carlos Betancur             | Egor Silin                      |
| 2010    | Michael Matthews     | John Degenkolb              | Guillaume Boivin Taylor Phinney |
| 2011    | Arnaud Démare        | Adrien Petit                | Andrew Fenn                     |
| 2012    | Alexey Lutsenko      | Bryan Coquard               | Tom Van Asbroeck                |
| 2013    | Matej Mohorič        | Louis Meintjes              | Sondre Holst Enger              |
| 2014    | Sven Erik Bystrøm    | Caleb Ewan                  | Kristoffer Skjerping            |
| 2015    | Kévin Ledanois       | Simone Consonni             | Anthony Turgis                  |
| 2016    | Kristoffer Halvorsen | Pascal Ackermann            | Jakub Mareczko                  |
| 2017    | Benoît Cosnefroy     | Lennard Kämna               | Michael Carbel Svendgaard       |
| 2018    | Marc Hirschi         | Bjorg Lambrecht             | Jaakko Hänninen                 |
| 2019    | Samuele Battistella  | Stefan Bissegger            | Tom Pidcock                     |
| 2020    | Annulé               | Annulé                      | Annulé                          |
| 2021    | Filippo Baroncini    | Biniam Girmay               | Olav Kooij                      |
| 2022    | Yevgeniy Fedorov     | Mathias Vacek               | Søren Wærenskjold               |
| 2023    | Axel Laurance        | António Morgado             | Martin Svrček                   |
| 2024    | Niklas Behrens       | Martin Svrček               | Alec Segaert                    |

## Tableau des médailles
| Rang  | Nation          | Or | Argent | Bronze | Total |
| ----- | --------------- | -- | ------ | ------ | ----- |
| 1     | Italie          | 6  | 6      | 4      | 16    |
| 2     | France          | 5  | 3      | 1      | 9     |
| 3     | Norvège         | 3  | 0      | 3      | 6     |
| 4     | Allemagne       | 2  | 3      | 2      | 7     |
| 5     | Ukraine         | 2  | 1      | 1      | 4     |
| 6     | Kazakhstan      | 2  | 0      | 0      | 2     |
| 7     | Australie       | 1  | 3      | 0      | 4     |
| 8     | Suisse          | 1  | 1      | 1      | 3     |
| 8     | Slovaquie       | 1  | 1      | 1      | 3     |
| 10    | Colombie        | 1  | 1      | 0      | 2     |
| 11    | Russie          | 1  | 0      | 3      | 4     |
| 12    | Biélorussie     | 1  | 0      | 0      | 1     |
| 12    | Slovénie        | 1  | 0      | 0      | 1     |
| 12    | Ouzbékistan     | 1  | 0      | 0      | 1     |
| 15    | Belgique        | 0  | 2      | 2      | 4     |
| 16    | Espagne         | 0  | 2      | 0      | 2     |
| 17    | Pays-Bas        | 0  | 1      | 2      | 3     |
| 18    | Afrique du Sud  | 0  | 1      | 0      | 1     |
| 18    | Érythrée        | 0  | 1      | 0      | 1     |
| 18    | Portugal        | 0  | 1      | 0      | 1     |
| 18    | Tchéquie        | 0  | 1      | 0      | 1     |
| 22    | Grande-Bretagne | 0  | 0      | 3      | 3     |
| 23    | Danemark        | 0  | 0      | 2      | 2     |
| 24    | Autriche        | 0  | 0      | 1      | 1     |
| 24    | Canada          | 0  | 0      | 1      | 1     |
| 24    | États-Unis      | 0  | 0      | 1      | 1     |
| 24    | Finlande        | 0  | 0      | 1      | 1     |
| Total | Total           | 28 | 28     | 29     | 79    |